# Felipe Nasr
Luíz Felipe de Oliveira Nasr [fiˈlipi ˈnasɐ] (* 21. August 1992 in Brasília) ist ein brasilianischer Automobilrennfahrer. Er gewann 2009 den Meistertitel der europäischen Formel BMW und 2011 die britische Formel-3-Meisterschaft. Von 2012 bis 2014 startete er in der GP2-Serie. Der dritte Gesamtrang 2014 war seine beste Gesamtplatzierung. 2015 und 2016 ging Nasr für Sauber in der Formel 1 an den Start.

## Karriere

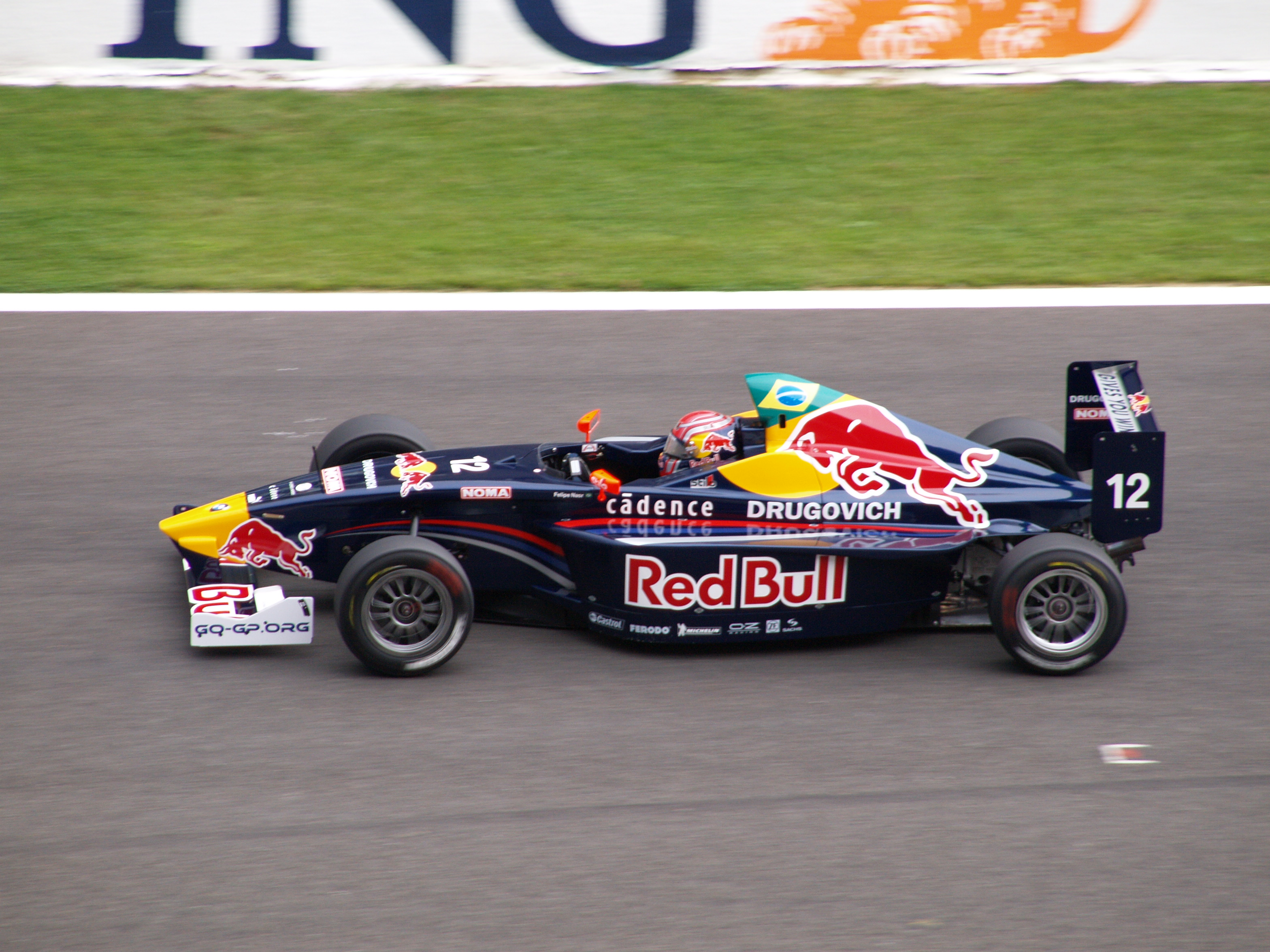
Felipe Nasr in der europäischen Formel BMW in Spa-Francorchamps 2009

Wie die meisten Motorsportler begann Nasr seine Karriere im Kartsport, in dem er von 2000 bis 2007 aktiv war. Dabei gewann er mehrere Meistertitel in Brasilien. 2008 wechselte er in den Formelsport und startete bei zwei Rennen der amerikanischen Formel BMW. Dabei stand er bereits bei seinem zweiten Rennen als Dritter auf dem Podest und wurde, obwohl er nur bei zwei Rennen gestartet war, Zehnter in der Gesamtwertung. 2009 wechselte Nasr nach Europa und trat für EuroInternational in der europäischen Formel BMW an. Nasr dominierte die Saison in beeindruckender Manier und wurde bei 14 von 16 Rennen entweder Erster oder Zweiter. Am Saisonende gewann er den Meistertitel mit über 100 Punkten Vorsprung auf seinen Teamkollegen Daniel Juncadella. Außerdem nahm er als Gaststarter an drei Rennen der asiatischen Formel BMW teil und beendete zwei auf dem ersten Platz.
2010 wechselte Nasr zu Räikkönen Robertson Racing in die britische Formel-3-Meisterschaft. Mit einem Sieg belegte er als bester Pilot seines Teams den fünften Gesamtrang. Seine zweite Saison in der britischen Formel-3-Meisterschaft bestritt Nasr 2011 für Carlin. Er gewann 7 von 30 Rennen und wurde mit 318 zu 237 Punkten Meister vor seinem Teamkollegen Kevin Magnussen. Zwei Veranstaltungen vor Saisonende stand er bereits als Meister fest. Nasr ist nach Jaime Alguersuari, Daniel Ricciardo und Jean-Éric Vergne der vierte Carlin-Pilot in Folge, der britischer Formel-3-Meister wurde. Bei dem diesjährigen Macau Grand Prix wurde er Zweiter.
Anfang 2012 nahm Nasr für Michael Shank Racing am 24-Stunden-Rennen von Daytona teil. Er erhielt die Startmöglichkeit durch seine Leistungen in der britischen Formel 3. Bei seinen ersten Testfahrten erzielte er jeweils die Bestzeit. Im Rennen erreichte er zusammen mit seinen Teamkollegen Jorge Goncalvez, Michael McDowell und Gustavo Yacamán den dritten Platz. Anschließend nahm er in der Saison 2012 für DAMS an der GP2-Serie teil. Bereits bei seinem ersten Rennwochenende erzielte er mit einem dritten Platz eine Podest-Platzierung. Mit insgesamt vier Podest-Platzierungen erreichte er den zehnten Platz in der Fahrerwertung. Im Anschluss an die GP2-Saison absolvierte Nasr für Carlin Gaststarts in der Formel-3-Euroserie 2012 und nahm am Macau Grand Prix teil. 2013 startete Nasr erneut beim 24-Stunden-Rennen von Daytona. Seine Teamkollegen bei Action Express Racing waren unter anderem seine Landsmänner Christian Fittipaldi und Nelson Piquet jr. Im Gesamtklassement erreichten sie den achten Platz. Sein Hauptaugenmerk lag 2013 aber erneut auf der GP2-Serie, in der er zu Carlin zurückkehrte. Bereits beim Saisonauftakt erzielte er mit einem zweiten Platz eine Podest-Platzierung. An den ersten vier Rennwochenenden beendete er alle Rennen in den Top-4. In Singapur führte Nasr lange Zeit das Hauptrennen an, musste sich in der Schlussphase aber seinem Teamkollegen Jolyon Palmer geschlagen geben und wurde zum vierten Mal in der Saison Zweiter. Nasr stand sechsmal auf dem Podium, ein Sieg gelang ihm jedoch – im Gegensatz zu seinem Teamkollegen – nicht. In der Gesamtwertung verbesserte sich Nasr auf den vierten Rang und setzte sich mit 154 zu 119 Punkten intern gegen Palmer durch. 2014 blieb Nasr bei Carlin in der GP2-Serie. In seinem 50. GP2-Rennen in Barcelona erzielte er seinen ersten Sieg. In Spielberg, Silverstone und Spa-Francorchamps gewann er weitere Rennen. Mit zehn Podest-Platzierungen beendete Nasr die Saison auf dem dritten Gesamtrang. Teamintern setzte er sich mit 224 zu 68 Punkten gegen Julian Leal durch. Darüber hinaus war Nasr Testfahrer des Formel-1-Rennstalls Williams. In dieser Funktion nahm er an einigen freien Trainings teil.

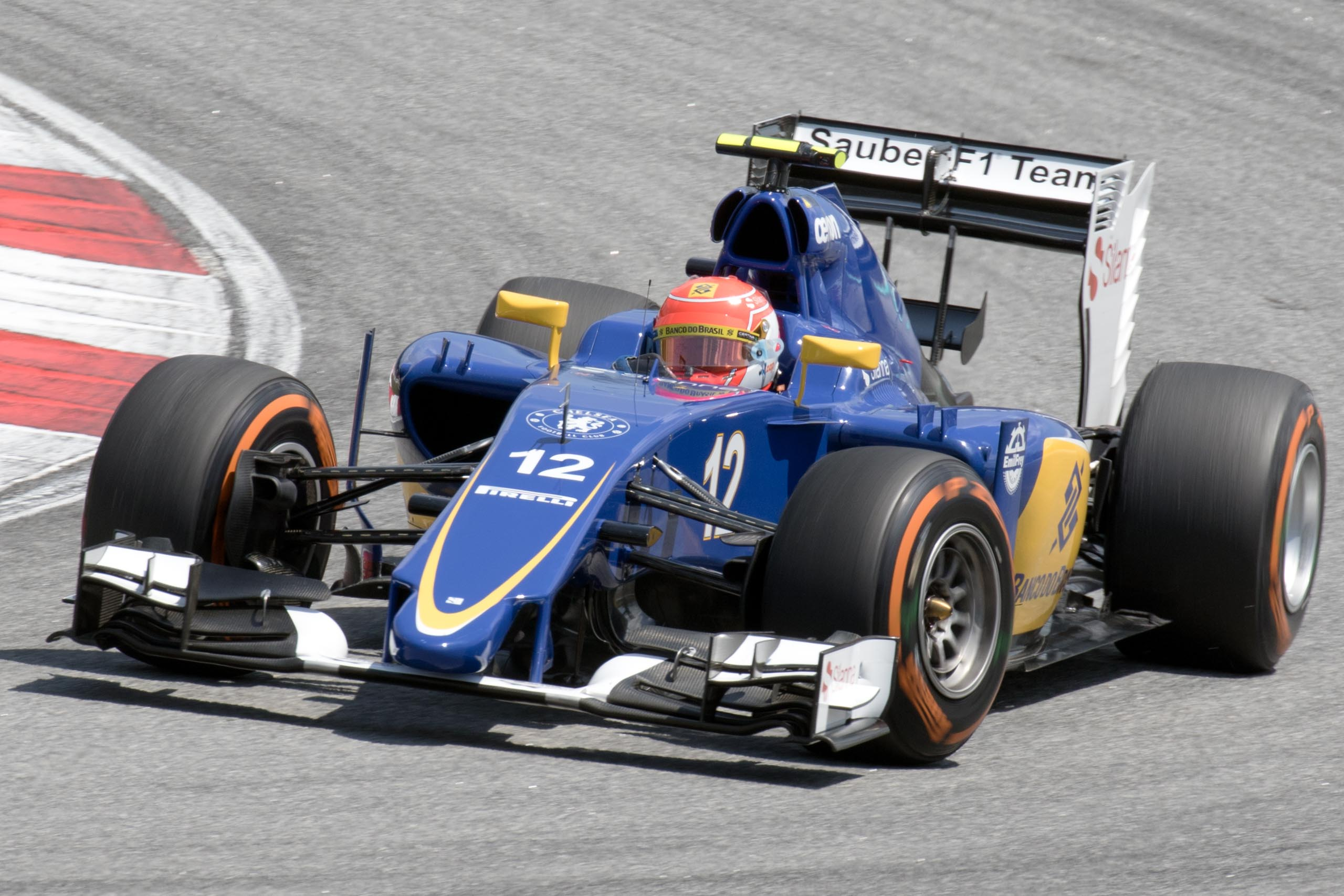
Felipe Nasr 2015

2015 wechselte Nasr als Stammfahrer in die Formel 1 zu Sauber. Er brachte seinen langjährigen Sponsor, die Banco do Brasil, als Sponsor mit zum Rennstall und wählte die 12 als seine Startnummer. Nasr erzielte direkt bei seinem ersten Rennen in Australien mit dem fünften Platz Punkte. Damit gelang ihm das beste Debüt eines Brasilianers sowie eines Sauber-Fahrers. Es war sein bestes Saisonergebnis. Er beendete sein Debütjahr auf dem 13. Platz der Weltmeisterschaft und setzte sich intern mit 27 zu 9 Punkten gegen Marcus Ericsson durch.
2016 blieben Nasr und Ericsson bei Sauber. Bei seinem Heimrennen in Brasilien erzielte Nasr als Neunter die einzigen Punkte für Sauber in der Saison. Damit rückte Sauber beim zweitletzten Rennen auf den zehnten Platz in der Konstrukteursweltmeisterschaft vor. Nach Punkten setzte er sich mit 2 zu 0 Punkten gegen Ericsson durch; nach Platzierungen unterlag er Ericsson mit 12 zu 8. Die Saison schloss Nasr auf dem 17. Rang ab.
Im Februar 2019 gab Dragon Racing bekannt, Nasr mit sofortiger Wirkung als Stammpiloten für die FIA-Formel-E-Meisterschaft 2018/19 verpflichtet zu haben. Nasr debütierte beim Mexiko-Stadt E-Prix und ersetzte Maximilian Günther. Dieser übernahm das Cockpit jedoch nach nur drei Rennen wieder. Nasr blieb punktelos und belegte am Saisonende den 24. Platz in der Fahrerwertung.

## Sonstiges
Sein Onkel Amir und sein Vater Samir Nasr betreiben seit 30 Jahren mit Amir Nasr Racing ein erfolgreiches Rennteam. Es tritt aktuell in der Stock Car Brasil an und bestritt bis einschließlich 2008 die Südamerikanische Formel-3-Meisterschaft, wo es viermal den Team- und in den Jahren 2000 und 2001 den Fahrertitel gewinnen konnte.
Seit Anfang 2010 wird Nasr von Robertson Management, der Organisation, die Kimi Räikkönen managt, betreut.

## Statistik

### Karrierestationen
- 2000–2007: Kartsport
- 2008: Amerikanische Formel BMW (Platz 10)
- 2009: Europäische Formel BMW (Meister)
- 2010: Britische Formel 3 (Platz 5)
- 2011: Britische Formel 3 (Meister)
- 2012: GP2-Serie (Platz 10)
- 2012: Rolex Sports Car Series, DP (Platz 28)
- 2013: GP2-Serie (Platz 4)
- 2013: Rolex Sports Car Series, DP (Platz 38)
- 2014: GP2-Serie (Platz 3)
- 2014: Formel 1 (Testfahrer)
- 2015: Formel 1 (Platz 13)
- 2016: Formel 1 (Platz 17)
- 2018: IMSA WeatherTech SportsCar Championship (Meister)
- 2019: IMSA WeatherTech SportsCar Championship (Platz 2)
- 2020: IMSA WeatherTech SportsCar Championship (Platz 8)
- 2020: IMSA WeatherTech SportsCar Championship (Meister)

### Einzelergebnisse in der GP2-Serie
| Jahr | Team   | 1   | 2   | 3   | 4   | 5   | 6   | 7   | 8   | 9   | 10  | 11  | 12  | 13  | 14  | 15  | 16  | 17  | 18  | 19  | 20  | 21  | 22  | 23  | 24  | Punkte | Rang |
| ---- | ------ | --- | --- | --- | --- | --- | --- | --- | --- | --- | --- | --- | --- | --- | --- | --- | --- | --- | --- | --- | --- | --- | --- | --- | --- | ------ | ---- |
| 2012 | DAMS   | MAS | MAS | BRN | BRN | BRN | BRN | ESP | ESP | MON | MON | ESP | ESP | GBR | GBR | GER | GER | HUN | HUN | BEL | BEL | ITA | ITA | SIN | SIN | 95     | 10.  |
| 2012 | DAMS   | 6   | 3   | DNF | 6   | 11  | 5   | 11  | 9   | 17  | DNF | DNF | 14  | 6   | 3   | 4   | 3   | 25* | 8   | 8   | 2   | DNF | 21  | 6   | 7   | 95     | 10.  |
| 2013 | Carlin | MAS | MAS | BRN | BRN | ESP | ESP | MON | MON | GBR | GBR | GER | GER | HUN | HUN | BEL | BEL | ITA | ITA | SIN | SIN | UAE | UAE |     |     | 154    | 4.   |
| 2013 | Carlin | 4   | 2   | 4   | 2   | 2   | 3   | 4   | 4   | DNF | 7   | 9   | 4   | 3   | 5   | DNF | 8   | DNF | 12  | 2   | 16  | 7   | 18  |     |     | 154    | 4.   |
| 2014 | Carlin | BRN | BRN | ESP | ESP | MON | MON | AUT | AUT | GBR | GBR | GER | GER | HUN | HUN | BEL | BEL | ITA | ITA | RUS | RUS | UAE | UAE |     |     | 224    | 3.   |
| 2014 | Carlin | 8   | 4   | 3   | 1   | 3   | DNF | 1   | DNF | 7   | 1   | 5   | 2   | 6   | 3   | 4   | 1   | 6   | 6   | 17  | 3   | 4   | 2   |     |     | 224    | 3.   |

### Statistik in der Formel-1-Weltmeisterschaft
Diese Statistik umfasst alle Teilnahmen des Fahrers an der Formel-1-Weltmeisterschaft.

#### Gesamtübersicht
| Saison | Team           | Chassis    | Motor                | Rennen | Siege | Zweiter | Dritter | Poles | schn. Rennrunden | Punkte | WM-Pos. |
| ------ | -------------- | ---------- | -------------------- | ------ | ----- | ------- | ------- | ----- | ---------------- | ------ | ------- |
| 2015   | Sauber F1 Team | Sauber C34 | Ferrari 1.6 V6 Turbo | 18     | −     | −       | −       | −     | −                | 27     | 13.     |
| 2016   | Sauber F1 Team | Sauber C35 | Ferrari 1.6 V6 Turbo | 21     | −     | −       | −       | −     | −                | 2      | 17.     |
| Gesamt | Gesamt         | Gesamt     | Gesamt               | 39     | −     | −       | −       | −     | −                | 29     |         |

#### Einzelergebnisse
| Saison | 1  | 2  | 3  | 4  | 5   | 6  | 7  | 8   | 9  | 10 | 11  | 12 | 13  | 14 | 15  | 16  | 17 | 18 | 19 | 20 | 21 |
| ------ | -- | -- | -- | -- | --- | -- | -- | --- | -- | -- | --- | -- | --- | -- | --- | --- | -- | -- | -- | -- | -- |
| 2015   |    |    |    |    |     |    |    |     |    |    |     |    |     |    |     |     |    |    |    |    |    |
| 5      | 12 | 8  | 12 | 12 | 9   | 16 | 11 | DNS | 11 | 11 | 13  | 10 | 20* | 6  | 9   | DNF | 13 | 15 |    |    |    |
| 2016   |    |    |    |    |     |    |    |     |    |    |     |    |     |    |     |     |    |    |    |    |    |
| 15     | 14 | 20 | 16 | 14 | DNF | 18 | 12 | 13  | 15 | 17 | DNF | 17 | DNF | 13 | DNF | 19  | 15 | 15 | 9  | 16 |    |

| Legende  | Legende            | Legende                                                          |
| Farbe    | Abkürzung          | Bedeutung                                                        |
| -------- | ------------------ | ---------------------------------------------------------------- |
| Gold     | –                  | Sieg                                                             |
| Silber   | –                  | 2. Platz                                                         |
| Bronze   | –                  | 3. Platz                                                         |
| Grün     | –                  | Platzierung in den Punkten                                       |
| Blau     | –                  | Klassifiziert außerhalb der Punkteränge                          |
| Violett  | DNF                | Rennen nicht beendet (did not finish)                            |
| Violett  | NC                 | nicht klassifiziert (not classified)                             |
| Rot      | DNQ                | nicht qualifiziert (did not qualify)                             |
| Rot      | DNPQ               | in Vorqualifikation gescheitert (did not pre-qualify)            |
| Schwarz  | DSQ                | disqualifiziert (disqualified)                                   |
| Weiß     | DNS                | nicht am Start (did not start)                                   |
| Weiß     | WD                 | zurückgezogen (withdrawn)                                        |
| Hellblau | PO                 | nur am Training teilgenommen (practiced only)                    |
| Hellblau | TD                 | Freitags-Testfahrer (test driver)                                |
| ohne     | DNP                | nicht am Training teilgenommen (did not practice)                |
| ohne     | INJ                | verletzt oder krank (injured)                                    |
| ohne     | EX                 | ausgeschlossen (excluded)                                        |
| ohne     | DNA                | nicht erschienen (did not arrive)                                |
| ohne     | C                  | Rennen abgesagt (cancelled)                                      |
| ohne     | keine WM-Teilnahme |                                                                  |
| sonstige | P/fett             | Pole-Position                                                    |
| sonstige | 1/2/3/4/5/6/7/8    | Punktplatzierung im Sprint-/Qualifikationsrennen                 |
| sonstige | SR/kursiv          | Schnellste Rennrunde                                             |
| sonstige | *                  | nicht im Ziel, aufgrund der zurückgelegten Distanz aber gewertet |
| sonstige | ()                 | Streichresultate                                                 |
| sonstige | unterstrichen      | Führender in der Gesamtwertung                                   |

### Einzelergebnisse in der FIA-Formel-E-Meisterschaft
| Jahr    | Team        | 1   | 2   | 3   | 4   | 5   | 6   | 7   | 8   | 9   | 10  | 11  | 12  | 13  | 14 | 15 | 16 | Punkte | Rang |
| ------- | ----------- | --- | --- | --- | --- | --- | --- | --- | --- | --- | --- | --- | --- | --- | -- | -- | -- | ------ | ---- |
| 2018/19 | GEOX DRAGON | DIR | MAR | SAN | MEX | HKG | SAY | ROM | PAR | MCO | BER | BRN | NYC | NYC |    |    |    | 0      | 24.  |
| 2018/19 | GEOX DRAGON |     |     |     | 19  | DNF | DNF |     |     |     |     |     |     |     |    |    |    | 0      | 24.  |

| Legende                      | Legende       | Legende                                                                 |
| Farbe                        | Abkürzung     | Bedeutung                                                               |
| ---------------------------- | ------------- | ----------------------------------------------------------------------- |
| Gold                         | —             | Sieger                                                                  |
| Silber                       | —             | 2. Platz                                                                |
| Bronze                       | —             | 3. Platz                                                                |
| Grün                         | —             | Platzierung in den Punkten                                              |
| Blau                         | —             | Klassifiziert außerhalb der Punkteränge                                 |
| Violett                      | DNF           | Rennen nicht beendet                                                    |
| Violett                      | NC            | nicht klassifiziert                                                     |
| Rot                          | DNQ           | nicht qualifiziert                                                      |
| Schwarz                      | DSQ           | disqualifiziert                                                         |
| Weiß                         | DNS           | nicht am Start                                                          |
| Weiß                         | WD            | zurückgezogen                                                           |
| Weiß                         | C             | Rennen abgesagt                                                         |
| Blanko                       |               | nicht teilgenommen                                                      |
| Blanko                       | DNP           | gemeldet, aber nicht teilgenommen                                       |
| Blanko                       | INJ           | verletzt oder krank                                                     |
| Blanko                       | EX            | ausgeschlossen                                                          |
| sonstige Formate und Zeichen | P/fett        | Pole-Position                                                           |
| sonstige Formate und Zeichen | kursiv        | Schnellste Rennrunde (ab 2017/18: Schnellste Rennrunde der ersten Zehn) |
| sonstige Formate und Zeichen | unterstrichen | Führender in der Gesamtwertung                                          |
| sonstige Formate und Zeichen | °             | FanBoost                                                                |
| sonstige Formate und Zeichen | *             | nicht im Ziel, aufgrund der zurückgelegten Distanz aber gewertet        |
| sonstige Formate und Zeichen | ( )           | Streichresultat                                                         |

### Le-Mans-Ergebnisse
| Jahr | Team                      | Fahrzeug     | Teamkollege     | Teamkollege         | Platzierung     | Ausfallgrund     |
| ---- | ------------------------- | ------------ | --------------- | ------------------- | --------------- | ---------------- |
| 2018 | Cetilar Villorba Corse    | Dallara P217 | Roberto Lacorte | Giorgio Sernagiotto | Rang 19         |                  |
| 2021 | Risi Competizione         | Oreca 07     | Ryan Cullen     | Oliver Jarvis       | nicht klassiert |                  |
| 2022 | Team Penske               | Oreca 07     | Dane Cameron    | Emmanuel Collard    | Rang 9          |                  |
| 2023 | Porsche Penske Motorsport | Porsche 963  | Mathieu Jaminet | Nick Tandy          | Ausfall         | kein Benzindruck |
| 2024 | Porsche Penske Motorsport | Porsche 963  | Mathieu Jaminet | Nick Tandy          | Ausfall         | Unfall           |
| 2025 | Porsche Penske Motorsport | Porsche 963  | Pascal Wehrlein | Nick Tandy          | Rang 8          |                  |

### Sebring-Ergebnisse
| Jahr | Team                      | Fahrzeug          | Teamkollege   | Teamkollege         | Platzierung | Ausfallgrund |
| ---- | ------------------------- | ----------------- | ------------- | ------------------- | ----------- | ------------ |
| 2018 | Whelen Engineering Racing | Cadillac DPi-V.R  | Mike Conway   | Eric Curran         | Rang 3      |              |
| 2019 | Whelen Engineering Racing | Cadillac DPi-V.R  | Eric Curran   | Luís Felipe Derani  | Gesamtsieg  |              |
| 2020 | Action Express Racing     | Cadillac DPi-V.R  | Gabby Chaves  | Luís Felipe Derani  | Rang 6      |              |
| 2021 | Whelen Engineering Racing | Cadillac DPi-V.R  | Mike Conway   | Luís Felipe Derani  | Ausfall     | Aufhängung   |
| 2022 | Pfaff Motorsports         | Porsche 911 GT3 R | Matt Campbell | Mathieu Jaminet     | Rang 20     |              |
| 2023 | Porsche Penske Motorsport | Porsche 963       | Matt Campbell | Michael Christensen | Ausfall     | Unfall       |
| 2024 | Porsche Penske Motorsport | Porsche 963       | Matt Campbell | Dane Cameron        | Rang 3      |              |
| 2025 | Porsche Penske Motorsport | Porsche 963       | Nick Tandy    | Laurens Vanthoor    | Gesamtsieg  |              |

### Einzelergebnisse in der FIA-Langstrecken-Weltmeisterschaft
| Saison  | Team                   | Rennwagen    | 1   | 2   | 3   | 4   | 5   | 6   | 7   | 8   |
| ------- | ---------------------- | ------------ | --- | --- | --- | --- | --- | --- | --- | --- |
| 2018/19 | Cetilar Villorba Corse | Dallara P217 | SPA | LEM | SIL | FUJ | SHA | SEB | SPA | LEM |
| 2018/19 | Cetilar Villorba Corse | Dallara P217 | 19  |     |     |     |     |     |     |     |
| 2021    | Risi Competizione      | Oreca 07     | SPA | POR | MON | LEM | BAH | BAH |     |     |
| 2021    | Risi Competizione      | Oreca 07     |     |     | 13  | DNF |     |     |     |     |
| 2022    | Team Penske            | Oreca 07     | SEB | SPA | LEM | MON | FUJ | BAH |     |     |
| 2022    | Team Penske            | Oreca 07     | 11  | 6   | 9   |     |     |     |     |     |
| 2023    | Team Penske            | Porsche 963  | SEB | POR | SPA | LEM | MON | FUJ | BAH |     |
| 2023    | Team Penske            | Porsche 963  | DNF |     |     |     |     |     |     |     |
| 2024    | Team Penske            | Porsche 963  | KAT | IMO | SPA | LEM | SAO | AUS | FUJ | BAH |
| 2024    | Team Penske            | Porsche 963  | DNF |     |     |     |     |     |     |     |
| 2025    | Team Penske            | Porsche 963  | KAT | IMO | SPA | LEM | SAO | AUS | FUJ | BAH |
| 2025    | Team Penske            | Porsche 963  | 8   |     |     |     |     |     |     |     |